# Bob McDonogh
Bob McDonogh (ur. 5 lutego 1899 we Fresno, zm. 10 grudnia 1945 w Columbus) – amerykański kierowca wyścigowy.

## Kariera
W swojej karierze McDonogh startował głównie w Stanach Zjednoczonych w mistrzostwach AAA Championship Car oraz towarzyszącym mistrzostwom słynnym wyścigu Indianapolis 500, będącym w latach 1923–1930 jednym z wyścigów Grandes Épreuves. W pierwszym sezonie startów, w 1924 roku w wyścigu Indianapolis 500 uplasował się na dziesiątej pozycji. W mistrzostwach AAA z dorobkiem 160 punktów został sklasyfikowany na trzynastej pozycji w klasyfikacji generalnej. Rok później trzykrotnie stawał na podium, w tym dwukrotnie na jego najwyższym stopniu. Uzbierane 1505 punktów dało mu czwarte miejsce w klasyfikacji mistrzostw. W sezonie 1926 w mistrzostwach AAA był trzynasty. Do czołówki Amerykanin powrócił w 1928 roku, kiedy dwukrotnie stawał na podium. Dorobek 248 punktów uplasował go piątym miejscu w końcowej klasyfikacji kierowców.